# Pasto
Pasto oder vollständig San Juan de Pasto ist die Hauptstadt und eine Gemeinde (municipio) im Departamento Nariño im Südwesten Kolumbiens.

## Geografie
Pasto liegt in der Provinz Pasto im Departamento de Nariño auf einer Höhe von 2527 m ü. NN und hat eine Durchschnittstemperatur von 12° C. Die Gemeinde besteht im städtischen Teil aus 12 Comunas und im ländlichen Teil aus 17 corregimientos. Pasto liegt am Fuße des Vulkans Galeras, in der kalten, aber fruchtbaren Hochebene von Atriz. Die Gemeinde grenzt im Norden an Chachagüí und Buesaco, im Osten an Colón, Santiago, Villagarzón und Orito im Departamento de Putumayo, im Süden an Funes und im Westen an Tangua, Consacá und Nariño.

## Bevölkerung
Die Gemeinde Pasto hat 460.454 Einwohner, von denen 386.465 im städtischen Teil (cabecera municipal) der Gemeinde leben (Stand: 2019).

## Geschichte
Pasto wurde 1537 durch den spanischen Eroberer Sebastián de Belalcázar gegründet und erhielt seinen Namen vom dort einheimischen indigenen Volk der Pastos. Die Stadtrechte erhielt Pasto 1559 zusammen mit dem Beinamen San Juan zu Ehren von Johannes dem Täufer. Mit der Gründung von Nariño als Departamento wurde die Stadt als Pasto dessen Hauptstadt. Am 24. Dezember 1822 fand hier auf Anordnung von Simón Bolívar ein Massaker an der königstreuen Zivilbevölkerung der Stadt statt (die „Schwarze Weihnacht“). Die Stadt war immer ein Hochburg der Konservativen. 1944 erfolgte ein vergeblicher Putschversuch gegen den in der Stadt weilenden liberalen Präsidenten Alfonso López Pumarejo.

## Kunst und Kultur

### Karneval der Schwarzen und Weißen
Die Stadt feiert jedes Jahr vom 3. bis 6. Januar den Karneval von Schwarzen und Weißen (Spanisch Carnaval de Negros y Blancos). Auf aufwendig dekorierten Wagen präsentieren die Einwohner Legenden und Traditionen und spielen oft auch auf politische Ereignisse an. Die Stadt ist in diesen Tagen im Ausnahmezustand, da an einem Tag sich die Teilnehmer die Gesichter schwarz färben und am nächsten sich mit weißem Puder beschmeißen.
Für seine Farbenvielfalt, seine Fröhlichkeit und seinen kulturellen Wert hat die UNESCO den Karneval von Pasto zum mündlichen und geistigen Kulturerbe der Menschheit erklärt. Der Karneval zieht viele Touristen aus allen Ecken des In- und Auslands an. Das Museo del Carnaval de Negros y Blancos ist der Veranstaltung gewidmet.

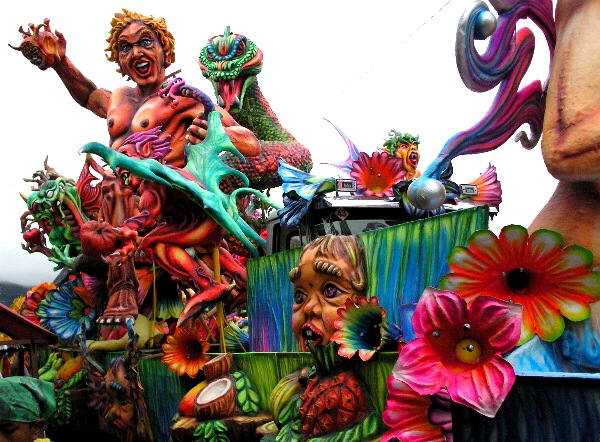
Umzugswagen
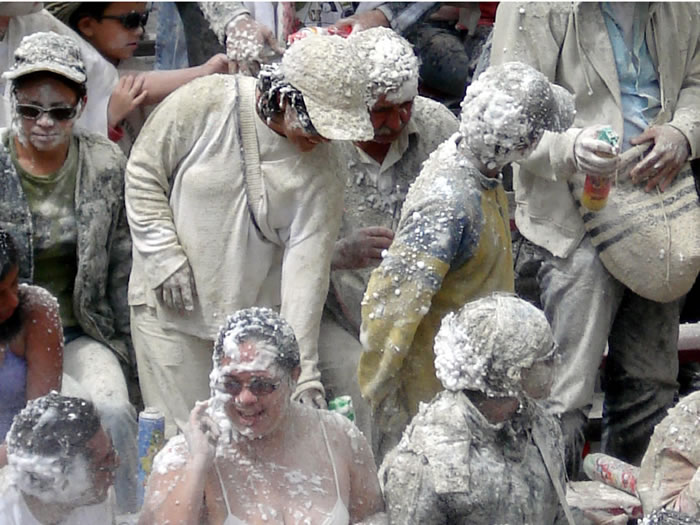
Tag der Weißen
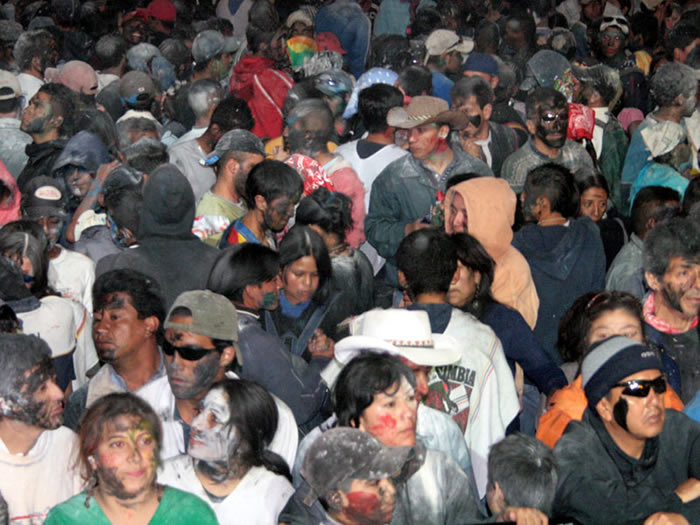
Tag der Schwarzen

### Museen
- Museo Alfonso Zambrano
- Museo del Oro Nariño
- Museo Juan Lorenzo Lucero
- Museo Madre Caridad Brader Zahner
- Museo Rosero
- Museo Taminango

### Sonstiges
Viele Kirchen laden zum Gebet und zur Besichtigung, unter anderen die Kathedrale und die Kirchen Cristo Rey, San Felipe Neri, San Juan Bautista, Santiago und das Santuario Eucarístico de Maridíaz.
Der Markt El Potrerillo ist der traditionelle Kleinhandelsplatz im Osten der Stadt.
Eine lokale traditionelle Technik der Lackierung ist als Barniz de Pasto (von spanisch barniz, „Lack“) bekannt. Dieser aus dem Mopa-Mopa-Baum gewonnene Lack wird gefärbt und verdünnt. Mit einem Messer werden Verzierungen in das Holz eingearbeitet. Diese Technik wurde im Jahr 2020 von der UNESCO in die Liste des dringend erhaltungsbedürftigen immateriellen Kulturerbes aufgenommen.
Das typische Gericht der Region ist der zubereitete Cuy.

## Bildung
Die Stadt verfügt über folgende Hochschulen:
- Universidad CESMAG
- Universidad de Nariño
- Universidad Mariana
- Universidad San Martín
- Universidad Cooperativa
- Universidad Antonio Nariño

## Sport

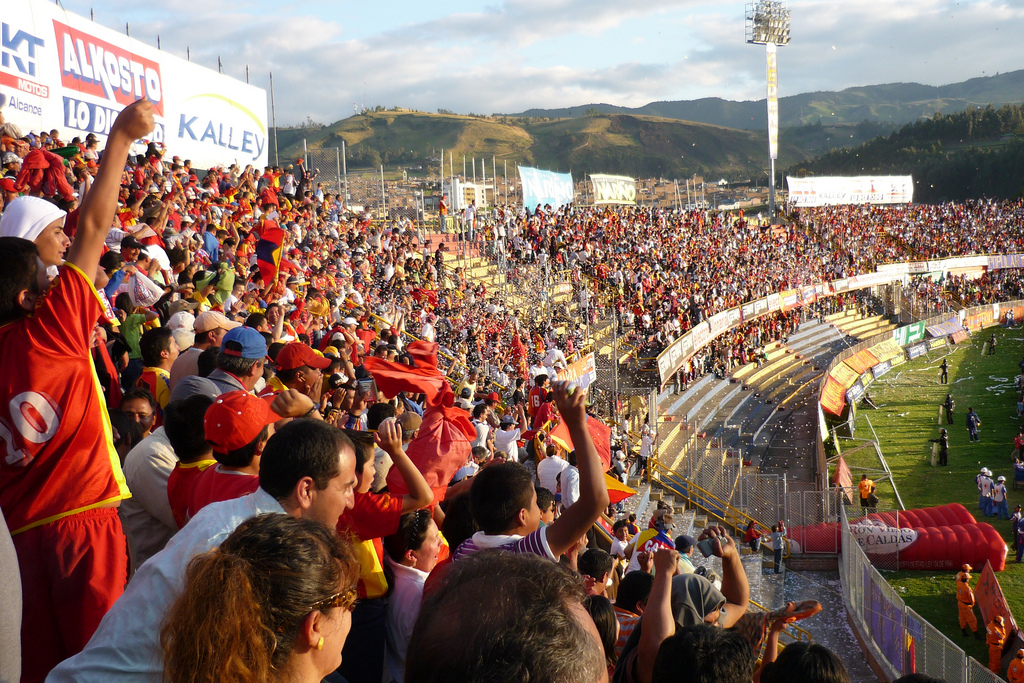
Estadio Departamental Libertad

In Pasto ist der Fußballverein Deportivo Pasto ansässig, der derzeit in der ersten kolumbianischen Liga spielt. Der größte Erfolge der Vereinsgeschichte war bislang die Erstliga-Meisterschaft 2006. Deportivo Pasto trägt seine Heimspiele im Estadio Departamental Libertad aus, das 1955 eröffnet wurde und 20.665 Zuschauern Platz bietet.

## Infrastruktur
Pasto verfügt über den Flughafen Antonio Nariño, der den IATA-Code PSO hat. Der Flughafen liegt auf dem Gebiet der Nachbargemeinde Chachagüí. Zudem liegt Pasto an der Nationalstraße I-25 (auch als Panamericana bekannt), die Pasto nach Norden mit Popayán und Bogotá (865 km entfernt) und nach Süden mit Ipiales und dem Nachbarland Ecuador verbindet. Zudem gibt es Straßenverbindungen nach Tumaco und Mocoa.
Das Terminal de Pasto ist das größte Busterminal, das SETPasto ist das städtische Bussystem.
Pasto ist Sitz des Bistums Pasto.

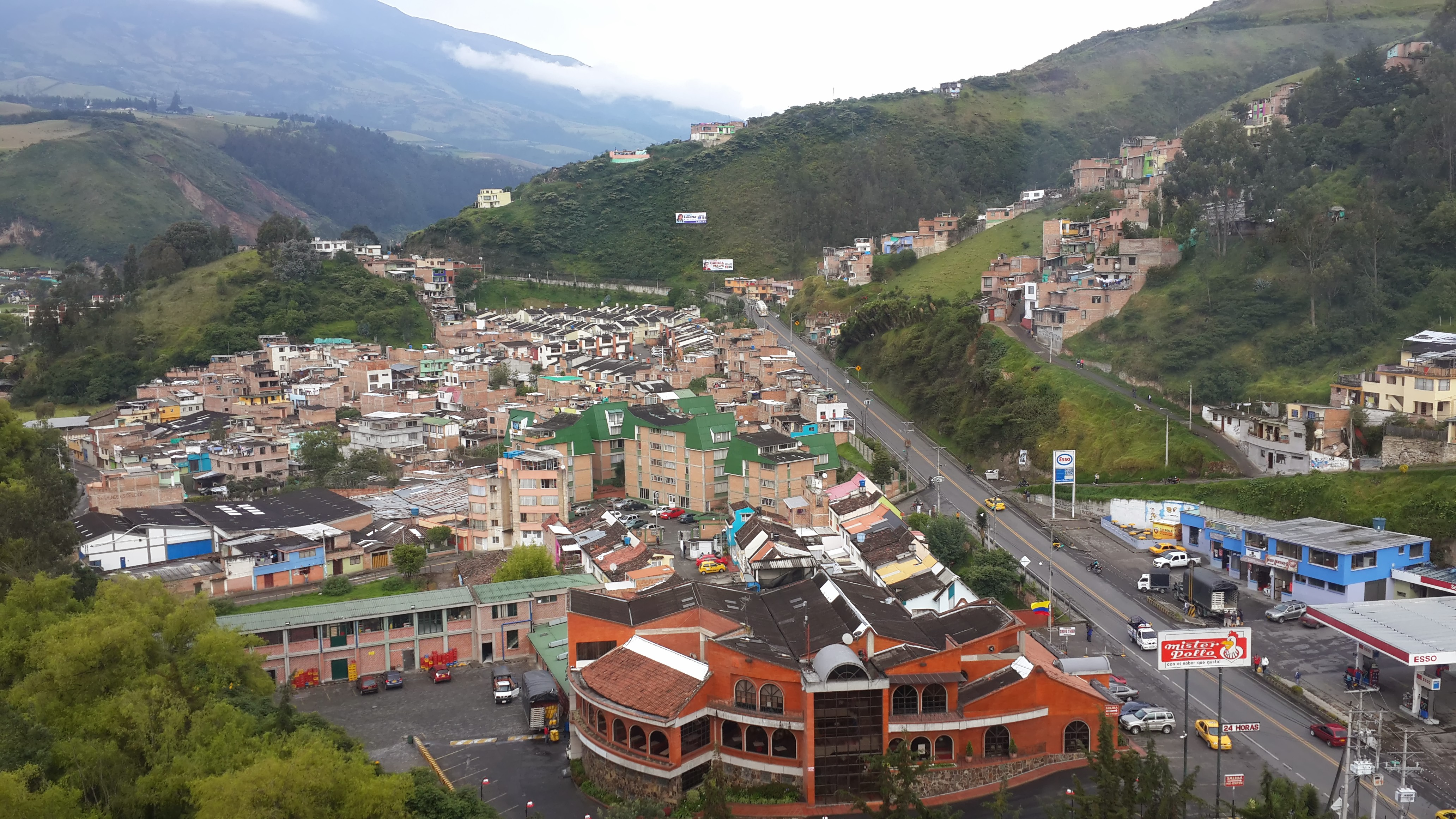
Ausfallstraße 2502 im Norden Pastos
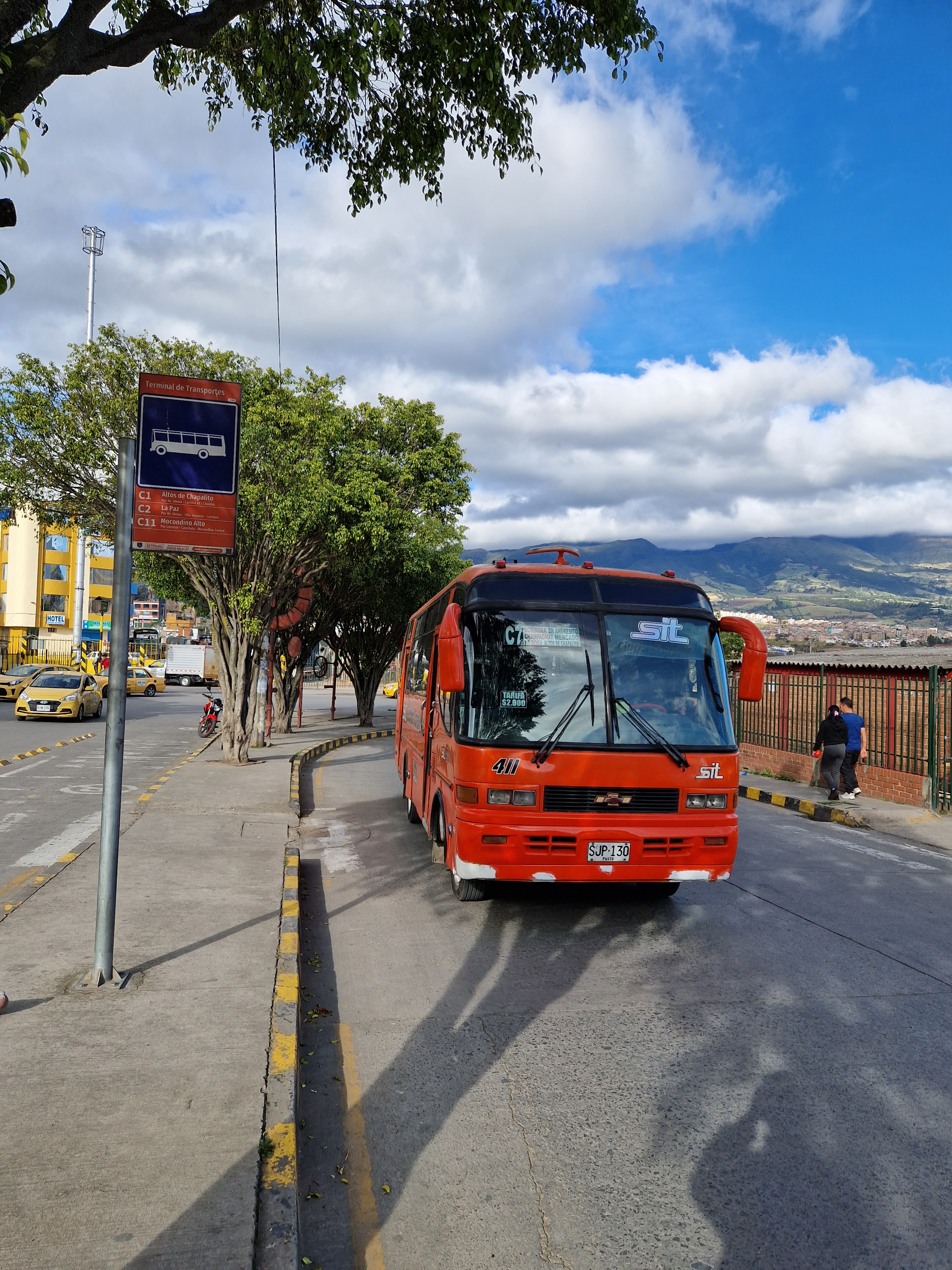
SETPasto-Bus
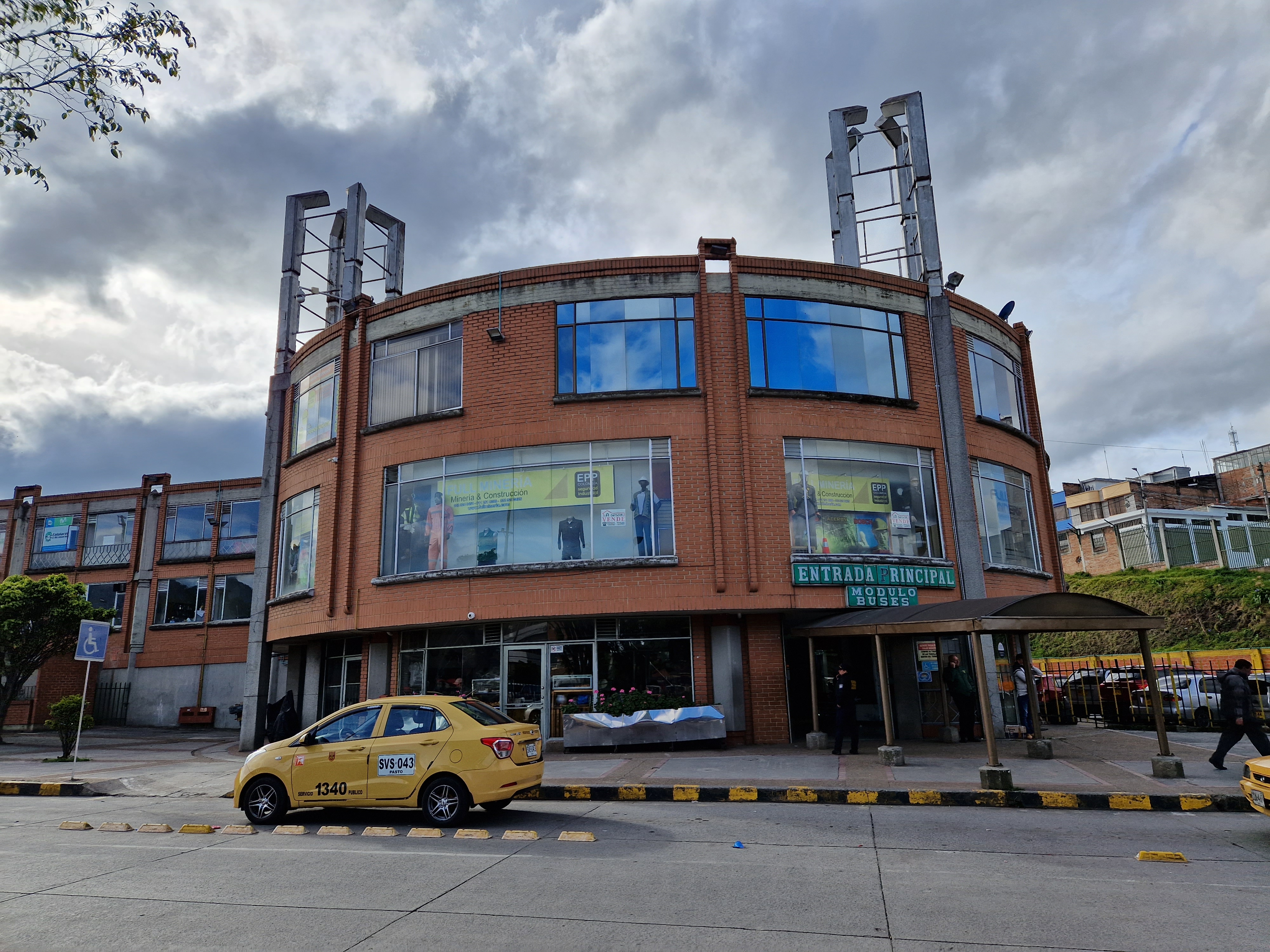
Terminal de Pasto

## Klimatabelle
|                       | Jan  | Feb  | Mär  | Apr  | Mai  | Jun  | Jul  | Aug  | Sep  | Okt  | Nov  | Dez  |   |      |
| Mittl. Tagesmax. (°C) | 23,6 | 23,8 | 23,9 | 23,7 | 24,0 | 24,6 | 25,0 | 25,3 | 25,2 | 23,6 | 22,8 | 23,0 | ⌀ | 24   |
| Mittl. Tagesmin. (°C) | 13,4 | 13,3 | 13,7 | 13,7 | 13,0 | 13,1 | 13,3 | 12,9 | 13,2 | 13,3 | 13,5 | 13,2 | ⌀ | 13,3 |
|                       |      |      |      |      |      |      |      |      |      |      |      |      |   |      |
| Niederschlag (mm)     | 87   | 104  | 102  | 159  | 128  | 62   | 27   | 32   | 63   | 173  | 177  | 139  | Σ | 1253 |
|                       |      |      |      |      |      |      |      |      |      |      |      |      |   |      |
| Sonnenstunden (h/d)   | 5,2  | 4,9  | 4,9  | 4,7  | 5,3  | 6,1  | 6,8  | 6,5  | 5,7  | 5,0  | 5,1  | 5,3  | ⌀ | 5,5  |
|                       |      |      |      |      |      |      |      |      |      |      |      |      |   |      |
| Regentage (d)         | 11   | 10   | 11   | 13   | 12   | 8    | 4    | 4    | 6    | 14   | 15   | 13   | Σ | 121  |
|                       |      |      |      |      |      |      |      |      |      |      |      |      |   |      |
| Luftfeuchtigkeit (%)  | 80   | 79   | 78   | 80   | 80   | 74   | 68   | 66   | 70   | 81   | 83   | 81   | ⌀ | 76,6 |

| 13,4 |

| 13,3 |

| 13,7 |

| 13,7 |

| 13,0 |

| 13,1 |

| 13,3 |

| 12,9 |

| 13,2 |

| 13,3 |

| 13,5 |

| 13,2 |

| 13,4 |

| 13,3 |

| 13,7 |

| 13,7 |

| 13,0 |

| 13,1 |

| 13,3 |

| 12,9 |

| 13,2 |

| 13,3 |

| 13,5 |

| 13,2 |

## Witze über die Pastusos
Wie viele Länder hat auch Kolumbien eine bestimmte Gruppe von Menschen, von denen ein Großteil der Witze handelt. Dies sind die Pastusos (Leute aus Pasto). Hintergrund ist, dass Pasto sich in der Geschichte des Landes oftmals anders entschied als die Mehrheit. Als die Unabhängigkeitskriege wüteten, war man in Pasto der Meinung, dass man sich nicht von der Krone Spaniens zu trennen habe. Die Witze über die angeblich etwas zurückgebliebene Art des Pastusos haben wohl darin ihre Wurzeln, dass dadurch zivile Unruhen in der Stadt entstanden, die dazu führten, dass der Anschluss an den Rest des Landes erst sehr spät stattfand.
Kolumbiens Pastusos sind daher mit solchen Bevölkerungsgruppen wie den Walisern in England, den Ostfriesen oder Bayern in Deutschland oder den Tschuktschen in Russland zu vergleichen. Die Grundstruktur dieser Witze ähneln sich in den einzelnen Ländern oft. Die Pointe ist vielfach die gleiche, allein der Akteur/die Akteure wechseln.

## Persönlichkeiten
- Sergio Elías Ortiz (1894–1978), Historiker und konservativer Politiker
- Alfonso Zambrano Payán (1915–1991), Bildhauer
- Alberto Quijano Guerrero (1919–1995), Dichter und Historiker
- Carlos Trujillo (1956 oder 1957–1993), Bauingenieur
- Luis Rafael Zarama Pasqualetto (* 1958), römisch-katholischer Geistlicher, Bischof von Raleigh in den USA
- Alexander Matiz Atencio (* 1960), römisch-katholischer Geistlicher, Bischof von Buga
- Cristian de la Cruz (* 1978), Fußballschiedsrichterassistent
- Luis Fernando López (* 1979), Geher
- Nataly Arteaga (* 1987), Fußballschiedsrichterassistentin
- Juan José Narváez (* 1995), Fußballspieler